# Rynchobanchus bicolor
Rynchobanchus bicolor är en stekelart som beskrevs av Joseph Kriechbaumer 1894. Rynchobanchus bicolor ingår i släktet Rynchobanchus och familjen brokparasitsteklar. Inga underarter finns listade i Catalogue of Life.